# Achorripsis
Achorripsis (griech. für Αχος „Klang“ und ρίψη „Wurf“; also etwa: Klang der Bewegung/Ströme) ist ein von Iannis Xenakis (1922–2001) komponiertes Orchesterwerk für 21 Instrumente; es wurde 1956 unter der Leitung von Hermann Scherchen uraufgeführt.

## Stochastische Musik
Iannis Xenakis ist ein Komponist der Neuen Musik. Er beschreibt in seiner Schrift Formalized Music die Stochastische Musik, mit der er eine alternative Kompositionsweise für Achorripsis festgelegt hat. Seine Musik korrespondiert zu naturwissenschaftlichen Überlegungen. Einige seiner Kompositionen basieren auf wahrscheinlichkeitstheoretischen Ideen. Xenakis verwendete beim Komponieren von Achorripsis verschiedene Wahrscheinlichkeitsverteilungen Dazu gehören die Exponential-, Gleich-, Poisson'sche- und die Normalverteilung. Laut Xenakis mangelte es den Komponisten der Seriellen Musik, die versuchten, mit ihren Kompositionen alle Eigenschaften der Musik in ein Ordnungsprinzip einzubetten, an wissenschaftlicher Strukturen. Auf Grund des immer höher werdenden Grades der Komplexität der seriellen Kompositionen bedarf es nach Xenakis einer wissenschaftlichen Formalisierung der Musik, welche er in seinem Buch Formalized Music 1962 veröffentlichte.

## Aufbau
Achorripsis wurde 1956–1957 für 21 Instrumente komponiert. Das circa sieben Minuten andauernde Stück wurde am 20. Juli 1958 in Brüssel unter der Leitung von Hermann Scherchen uraufgeführt. Es wurde in den Kritiken nicht zuletzt auch wegen der stochastischen Strukturen als skandalös bezeichnet. Xenakis beschreibt selbst sehr ausführlich in seiner Schriftensammlung Formalized Music, welche stochastischen Elemente sein Stück enthält und wie es komponiert wurde. Er stellte seine Komposition nicht nur in reiner Notenform dar, sondern auch in einem Schaubild, das er selbst Matrix of Achorripsis nannte:
|     | α   | β   | γ   | δ   | ε   | ζ   | Ζ   | η | θ   | ι  | ια  | ιβ  | ιγ  | ιδ  | ιε  | ιζ  | ιΖ  | ιη  | ιθ  | κ    | κα | κβ   | κγ  | κδ | κε   | κζ | κΖ  | κη   |
| I   |     | 4,5 | 6   | 9   | 10  |     |     |   | 5,5 |    |     |     |     |     |     | 9,5 | 5   | 4   | 5,5 | 2,5  |    | 5    | 6,5 |    | 4,5  |    | 5,5 | 10,5 |
| II  |     |     |     |     |     | 5,5 | 4   |   | 5   | 6  |     |     | 4,5 |     | 5   |     |     | 3,5 | 4,5 |      |    | 5    |     |    | 20   |    |     | 6,5  |
| III |     |     | 5   |     |     | 5   |     |   | 4   | 10 |     |     | 14  |     | 3,5 | 6,5 | 4,5 |     |     | 11,5 |    | 6    |     |    |      | 6  | 4   |      |
| IV  |     |     | 9   |     | 9,5 |     | 8,5 |   |     | 4  | 5   | 6,5 |     |     |     |     | 10  | 6   | 4   | 3,5  |    |      |     |    | 11,5 | 5  |     |      |
| V   | 3,5 | 6   | 4,5 |     | 4   | 5   | 5,5 |   | 4,5 |    |     |     | 5   |     |     | 4   | 5,5 | 3,5 |     |      | 17 | 10,5 | 10  |    | 4    |    | 6,5 | 5    |
| VI  |     |     |     |     |     |     | 10  |   | 5,5 |    | 10  |     |     | 4,5 |     |     |     | 5   | 6,5 | 5    |    |      |     |    | 10,5 |    | 6   |      |
| VII |     |     |     | 6,5 | 15  |     | 3,5 |   |     | 11 | 4,5 |     | 10  |     |     |     | 5   | 4,5 | 4   | 6    |    |      |     |    | 9    | 6  | 16  |      |

|  |  | No Event |  | Single Event |  | Double Event |  | Triple Event |  | Quadruple Event |

Die Matrix bildet eine Übersicht über den zeitlichen Verlauf des Stückes, die Instrumentation und die Intensität der Klangereignisse. Man kann in der Matrix drei Ebenen erkennen: In der Zeilenebene wird die zeitliche Struktur des Stückes verdeutlicht. Auf der Spaltenebene wird eine Verteilung der musikalischen Ereignisse (Events) vorgenommen. Die kleinste Ebene, die Zellebene, beschäftigt sich unter anderem mit den ausnotieren Notenwerten für die jeweilige Instrumentengruppen, der dynamischen Gestaltung der einzelnen Zeitabschnitte und der Berechnung der Glissandi in der Instrumentengruppe Streichinstrumente Glissando. Die Besetzung der Zellen mit Klangereignissen wird durch die Anwendung von Wahrscheinlichkeitsverteilungen bestimmt. Die Terminierung der einzelnen Parameter des Stückes wurde von Xenakis eigenständig per Hand berechnet und notiert.

### Zeilenebene
Die Matrix ist in sieben Instrumentengruppen (Zeilen) und 28 Zeiteinheiten (Spalten) unterteilt. Die Instrumentengruppen setzen sich wie folgt zusammen:
1. Holzblasinstrumente I (Piccolo, Es-Klarinette, Bass-Klarinette)
2. Holzblasinstrumente II (Oboe, Fagott, Kontrafagott)
3. Streichinstrumente – Glissando (Violine, Cello, Bass)
4. Percussionsinstrumente (Xylophon, Woodblock, Bass Drum)
5. Streichinstrumente – Pizzicato (Violine, Cello, Bass)
6. Blechblasinstrumente (Zwei Trompeten, Posaune)
7. Streichinstrumente – Arco (Violine, Cello, Bass)

In der Matrix entstehen so 196 Felder, die mit musikalischen Ereignissen belegt werden können. Xenakis beschreibt fünf verschiedene musikalische Ereignisse, die sich im Wesentlichen durch die dynamische Intensität unterscheiden. Er spricht dabei von verschiedenen Klangdichten. Die Klangdichte beschreibt die Anzahl an Klangereignissen (Tönen) pro Takt. Ein Double event hat durchschnittlich doppelt so viele Töne pro Takt wie eine Single event. Ein leeres Feld in der Matrix bedeutet No event, also Stille. Wie genau die verschiedenen Events entstehen, ist im Abschnitt Zellebene zu lesen. Um die verschiedenen Klangereignisse auf die Matrix zu verteilen, musste er zunächst festlegen, wie oft ein bestimmtes Event vorkommen soll. Dies legte er mit Hilfe der Poisson'schen Verteilung fest. Diese stellt eine Alternative zu Binomialverteilung dar.
{\displaystyle P_{\lambda }(k)={\frac {\lambda ^{k}}{k!}}\,\mathrm {e} ^{-\lambda }}
Hier bei ist {\displaystyle k\in \{0,1,2,3,4,5\}} und allgemein gilt {\displaystyle \lambda \in \mathbb {R} _{>0}}. Xenakis wählte für den Parameter {\displaystyle \lambda } den Wert 0,6 und berechnet damit die Wahrscheinlichkeit, mit der eine Zelle mit einem No event, Single event, Double event, Triple event, oder einem Quadruple event belegt wird. Die Wahrscheinlichkeit, mit der eine Zelle mit einem No event (also {\displaystyle k=0}) belegt wird, lässt sich beispielsweise durch {\displaystyle P_{0,6}(0)={\tfrac {0,6^{0}}{0!}}\,\mathrm {e} ^{-0,6}={\tfrac {1}{1}}\cdot \mathrm {e} ^{-0,6}=0{,}5488} berechnen. Die Multiplikation mit 196 (Anzahl aller Zellen in der Matrix) ergibt dann eine Absolute Verteilung des  No Events auf die Matrix.
| Event                      | Berechnung der Verteilung                    | Verwendeter Wert für die Matrix |
| No Event                   | {\displaystyle 0{,}5488\cdot 196=107{,}5640} | {\displaystyle 107}             |
| Single event               | {\displaystyle 0{,}3293\cdot 196=64{,}5428}  | {\displaystyle 65}              |
| Double event               | {\displaystyle 0{,}0988\cdot 196=19{,}3648}  | {\displaystyle 19}              |
| Triple event               | {\displaystyle 0{,}0198\cdot 196=3{,}8808}   | {\displaystyle 4}               |
| Quadruple event            | {\displaystyle 0{,}0030\cdot 196=0{,}588}    | {\displaystyle 1}               |
| Quintupel event (entfällt) | {\displaystyle 0{,}0004\cdot 196=0{,}0784}   | {\displaystyle 0}               |
| -------------------------- | -------------------------------------------- | ------------------------------- |

Es wurden also lediglich die Berechnungen der Anteile der einzelnen Events auf dieser Ebene vorgenommen. Aber es wurde noch nicht festgelegt, welche Instrumentengruppe zu einem bestimmten Zeitpunkt mit einer bestimmten Intensität spielt. Auch die zu spielenden Töne sind an dieser Stelle noch nicht festgelegt worden.
Aus der Tabelle ist beispielsweise zu entnehmen, dass in 107 von 196 Zellen der Matrix ein No event stattfindet. Das bedeutet, dass in einer Zelle, die mit einem solchen event belegt wurde, die Instrumentengruppe der jeweiligen Zeile zur Zeit der angegebenen Spalte nicht spielt. 65 Zellen der Matrix werden dagegen mit der Intensität des Single events gespielt. Analog gilt dies für die weiteren events.

### Spaltenebene
Auf der Spaltenebene berechnete Xenakis, wie die Events, deren Absolute Häufigkeiten zuvor berechnet wurden, auf die Spalten und Zeilen zu verteilen sind. Dazu verwendete er wieder die Poisson'sche Verteilung.
| Single event in einer Spalte           | Berechnung der Verteilung                  | Gerundeter Wert   |
| Anzahl der Spalten mit 0 Single events | {\displaystyle 0{,}09827\cdot 28=2{,}7521} | {\displaystyle 3} |
| Anzahl der Spalten mit 1 Single event  | {\displaystyle 0{,}22799\cdot 28=6{,}3839} | {\displaystyle 6} |
| Anzahl der Spalten mit 2 Single events | {\displaystyle 0{,}26447\cdot 28=7{,}4052} | {\displaystyle 8} |
| Anzahl der Spalten mit 3 Single events | {\displaystyle 0{,}20453\cdot 28=5{,}7268} | {\displaystyle 5} |
| Anzahl der Spalten mit 4 Single events | {\displaystyle 0{,}11862\cdot 28=3{,}3213} | {\displaystyle 3} |
| Anzahl der Spalten mit 5 Single events | {\displaystyle 0{,}05504\cdot 28=1{,}5411} | {\displaystyle 2} |
| Anzahl der Spalten mit 6 Single events | {\displaystyle 0{,}02128\cdot 28=0{,}5958} | {\displaystyle 1} |
| Anzahl der Spalten mit 7 Single events | {\displaystyle 0{,}00705\cdot 28=0{,}1974} | {\displaystyle 0} |
| -------------------------------------- | ------------------------------------------ | ----------------- |

In der Tabelle wird die Verteilung der Single events auf die Spalten beispielhaft berechnet. In der zweiten Spalte der Tabelle bedeutet der gerundete Wert 6, dass es sechs Spalten in der Matrix gibt, in der ein Single event vorkommt, was leicht zu überprüfen ist.
So wird durch eine allgemeine Verteilung der Events klarer, an welcher Stelle ein bestimmtes Event vorkommt. Übertragen in die Musik bedeutet es, dass bestimmt wird, zu welchem Zeitpunkt mit welcher Intensität gespielt wird. Es ist also noch nicht festgelegt, welche Instrumentengruppe (also welche Spalte) ein bestimmtes event spielt.

### Zellebene
Auf der Zellebene werden die Zeitabschnitte zwischen den einzelnen Noten, die Intervalle der Tonhöhen und die Geschwindigkeit der Glissandi für die Streichinstrumente berechnet. Hierbei werden verschiedene Verteilungen verwendet:
1. Die Exponentialverteilung
2. Die Gleichverteilung
3. und die Normalverteilung

Die Klangdichten sind in der Matrix in den einzelnen Zellen notiert. Beispielsweise spielt die Instrumentengruppe der Flöten (Erste Zeile in der Matrix) in der zweiten Spalte mit einer Klangdichte von 4,5 Tönen Pro Sekunde. Die Dauer von Achorripsis wurde auf circa sieben Minuten festgelegt, was bei 28 Spalten eine durchschnittliche Dauer von 15 Sekunden pro Spalte ergibt. Bei dem festgelegten Tempo von MM = 26 entsprechen einer Spalte 6,5 Takte.
In Achorripsis legt Xenakis fest, dass die maximale Klangdichte 10 Klänge pro Sekunde betragen soll. Dieser Wert beschreibt die maximale Anzahl der Klänge pro Sekunde, die zu spielen ein Orchester in der Lage ist. Weil dieser Wert als Maximum festgelegt wird, ordnet Xenakis diesen dem Quadruple event zu, also dem event mit der höchsten Klangdichte. Daraus ergeben sich rechnerisch die Klangdichten der Single-, Double- und Triple events. Die Dichte eines Single events wird beispielsweise berechnet durch {\displaystyle {\tfrac {10}{4}}}, denn ein Quadruple event soll 4-mal so viele Töne pro Sekunde haben wie ein Single event.
Wie in der Tabelle zu sehen, schwanken die Werte eines events. So unterscheiden sich die Klangdichten der Double events von 8,5 bis 11,5. Xenakis fasst die verschiedenen Klangdichten eines events also in Klassen zusammen. Es entstehen fünf Klassen von Klangdichten, bei der jede Klasse eine bestimmte Streuung aufweist. Diese fünf Klassen bilden die verschiedenen Events.
| Event           | Δ-Klangdichte                | Spannweite        |
| No event        | {\displaystyle 0-0}          | {\displaystyle 0} |
| Single event    | {\displaystyle 6{,}5-2{,}5}  | {\displaystyle 4} |
| Double event    | {\displaystyle 11{,}5-8{,}5} | {\displaystyle 3} |
| Triple event    | {\displaystyle 17-14}        | {\displaystyle 3} |
| Quadruple event | {\displaystyle 20-20}        | {\displaystyle 0} |
| --------------- | ---------------------------- | ----------------- |

Xenakis konstruierte mit seiner Formalisierung der Musik ein System, das auf mathematischen Grundsätzen basiert. Er versuchte, das Komponieren als eine der Basiswissenschaften zu verstehen und eine wissenschaftliche Lücke zu schließen, die sich laut Xenakis seit Anfang des 20. Jahrhunderts in der Musik auftat.